# Celia

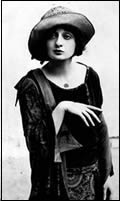
Celia Adler

Celia är ett latinskt namn som är bildat av ordet coelum som betyder himmel. Det kan även vara en engelsk kortform av det latinska namnet Cecilia som betyder blind, bländad. Namnet har funnits i Sverige sedan 1800-talet.
Namnet härstammar från det romerska familjenamnet Caelius.[källa behövs] Den manliga formen är Celio. Den franska varianten är Célie.
Den 31 december 2014 fanns det totalt 405 kvinnor folkbokförda i Sverige med namnet Celia, varav 268 bar det som tilltalsnamn.
Namnsdag: saknas

## Personer med namnet Celia
- Celia Adler, amerikansk skådespelare
- Celia Adler, svensk nykterhetskämpe och krögare
- Celia Cruz, kubansk sångerska
- Celia Fremlin, brittisk författare
- Celia Gregory, brittisk skådespelare
- Celia Grillo Borromeo, italiensk matematiker
- Celia Imrie, brittisk skådespelare
- Celia Johnson, brittisk skådespelare
- Celia Rees, brittisk ungdomsförfattare

## Fiktiva personer med namnet Celia
- Celia är en rollfigur i William Shakespeares komedi Som ni behagar.